# Ryan Johansen
Ryan Johansen, född 31 juli 1992, är en kanadensisk professionell ishockeyforward som spelar för Nashville Predators i National Hockey League (NHL). Han har tidigare spelat för Columbus Blue Jackets i NHL; Springfield Falcons i American Hockey League (AHL) och Portland Winterhawks i Western Hockey League (WHL).
Johansen draftades av Columbus Blue Jackets i första rundan i 2010 års draft som fjärde spelare totalt.
Han är äldre bror till Lucas Johansen, som spelar för Washington Capitals i NHL.

## Statistik
| 2007–2008  | Vancouver NE Chiefs   | BC MML     | 41  | 18  | 30  | 48  | 26  | 2  | 1  | 0  | 1  | 2  |
| 2008–2009  | Penticton Vees        | BCHL       | 47  | 5   | 12  | 17  | 21  | 10 | 4  | 3  | 7  | 2  |
| 2009–2010  | Portland Winterhawks  | WHL        | 71  | 25  | 44  | 69  | 53  | 13 | 6  | 12 | 18 | 18 |
| 2010–2011  | Portland Winterhawks  | WHL        | 63  | 40  | 52  | 92  | 64  | 21 | 13 | 15 | 28 | 6  |
| 2011–2012  | Columbus Blue Jackets | NHL        | 67  | 9   | 12  | 21  | 24  | —  | —  | —  | —  | —  |
| 2012–2013  | Columbus Blue Jackets | NHL        | 40  | 5   | 7   | 12  | 12  | —  | —  | —  | —  | —  |
|            | Springfield Falcons   | AHL        | 40  | 17  | 16  | 33  | 20  | 5  | 0  | 1  | 1  | 2  |
| 2013–2014  | Columbus Blue Jackets | NHL        | 82  | 33  | 30  | 63  | 43  | 6  | 2  | 4  | 6  | 4  |
| 2014–2015  | Columbus Blue Jackets | NHL        | 82  | 26  | 45  | 71  | 40  | —  | —  | —  | —  | —  |
| 2015–2016  | Columbus Blue Jackets | NHL        | 38  | 6   | 20  | 26  | 25  | —  | —  | —  | —  | —  |
|            | Nashville Predators   | NHL        | 42  | 8   | 26  | 34  | 36  | 14 | 4  | 4  | 8  | 16 |
| 2016–2017  | Nashville Predators   | NHL        | 82  | 14  | 47  | 61  | 60  | 14 | 3  | 10 | 13 | 12 |
| 2017–2018  | Nashville Predators   | NHL        | 79  | 15  | 39  | 54  | 78  | 13 | 5  | 9  | 14 | 2  |
| 2018–2019  | Nashville Predators   | NHL        | 80  | 14  | 50  | 64  | 42  | 6  | 1  | 1  | 2  | 2  |
| 2019–2020  | Nashville Predators   | NHL        | 68  | 14  | 22  | 36  | 45  | 4  | 1  | 4  | 5  | 2  |
| 2020–2021  | Nashville Predators   | NHL        | 48  | 7   | 15  | 22  | 22  | 6  | 3  | 1  | 4  | 14 |
| 2021–2022  | Nashville Predators   | NHL        | 79  | 26  | 37  | 63  | 53  | 4  | 0  | 2  | 2  | 2  |
| NHL totalt | NHL totalt            | NHL totalt | 787 | 177 | 350 | 527 | 480 | 67 | 19 | 35 | 54 | 54 |
| WHL totalt | WHL totalt            | WHL totalt | 134 | 65  | 96  | 161 | 117 | 34 | 19 | 27 | 46 | 24 |

### Internationellt
| Källa: Uppdaterad: 2020-01-04 | Källa: Uppdaterad: 2020-01-04 | Källa: Uppdaterad: 2020-01-04 |         | Utv = Utvisningsminuter | Utv = Utvisningsminuter | Utv = Utvisningsminuter | Utv = Utvisningsminuter | Utv = Utvisningsminuter |
| År                            | Lag                           | Mästerskap                    | Matcher | Mål                     | Assists                 | Poäng                   | Utv                     |                         |
| ----------------------------- | ----------------------------- | ----------------------------- | ------- | ----------------------- | ----------------------- | ----------------------- | ----------------------- | ----------------------- |
| 2011                          | Kanada                        | JVM                           | 7       | 3                       | 6                       | 9                       | 2                       |                         |
| Junior totalt                 | Junior totalt                 | Junior totalt                 | 7       | 3                       | 6                       | 9                       | 2                       |                         |